# Jay Reise
Pour les articles homonymes, voir Reise.
Jay Reise (né en 1950) est un compositeur américain. Il est professeur de musique à l'université de Pennsylvanie.

## Biographie
Reise étudie la composition musicale avec Jimmy Giuffre et Hugh Hartwell. Après avoir terminé ses études au Hamilton College en 1972, il étudie la composition musicale à l'Université McGill. Il a pour professeurs, notamment, Bengt Hambraeus et Bruce Mather. Par la suite, il poursuit ses études à l'université de Pennsylvanie.

## Discographie sélective
- Jay Reise Chamber Music (Albany TROY 1004)
- The Devil in the Flesh and Other Pieces (Albany TROY665) 2004
- Rhythmic Garlands and Other Pieces  (Centaur CRC 2598) 2003
- Concerto for Cello and 13 Instruments  (CRI 899) 2002
- Chesapeake Rhythms CRI 760 (CD) (1997)
- Six Preludes for Piano  CRS 3862 (LP) (1984)

## Publications
- (en) “Context, Choice and Issues of Perceived Determinism in Music,” in Indeterminacy: The Mapped, the Navigable, and the Uncharted, Jose V. Ciprut, Contributing Editor (MIT Press, 2008 forthcoming): 241-266
- (en) “Lukas Foss: Ways of Looking at Music” in National Gallery of Art (2001): non paginated
- (en) "The Phonograph Behind the Door: Some Thoughts on Musical Literacy," [with Peter J. Rabinowitz] in Reading World Literature: Theory, History, Practice, edited by Sarah Lawall (University of Texas Press, 1994): 287-308.
- (en) “Doctrine of Despair: Zimmermann’s  Die Soldaten ,” Opera News (September): 1991
- (en) “Late Skriabin:  Some Principles Behind the Style,” 19th Century Music (Spring, 1983): 220-231 - Reprinted in The Journal of the Scriabin Society of America (Winter 1996-97): 29-46
- (en) “Rochberg the Progressive”, Perspectives of New Music (1980–81): 395-407